# Agrotis clavis
Agrotis clavis là một loài bướm đêm trong họ Noctuidae.

## Hình ảnh

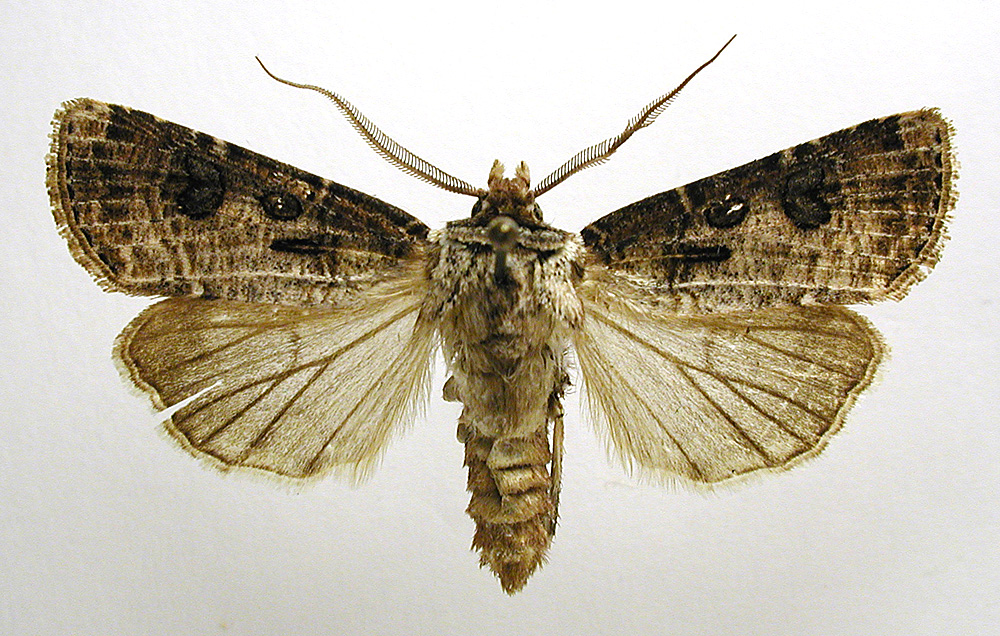
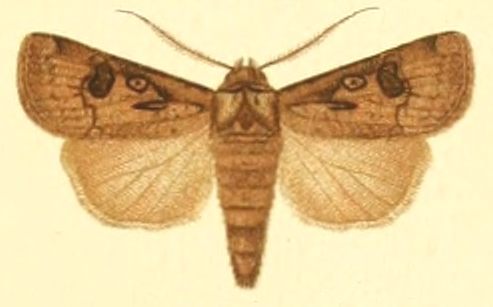
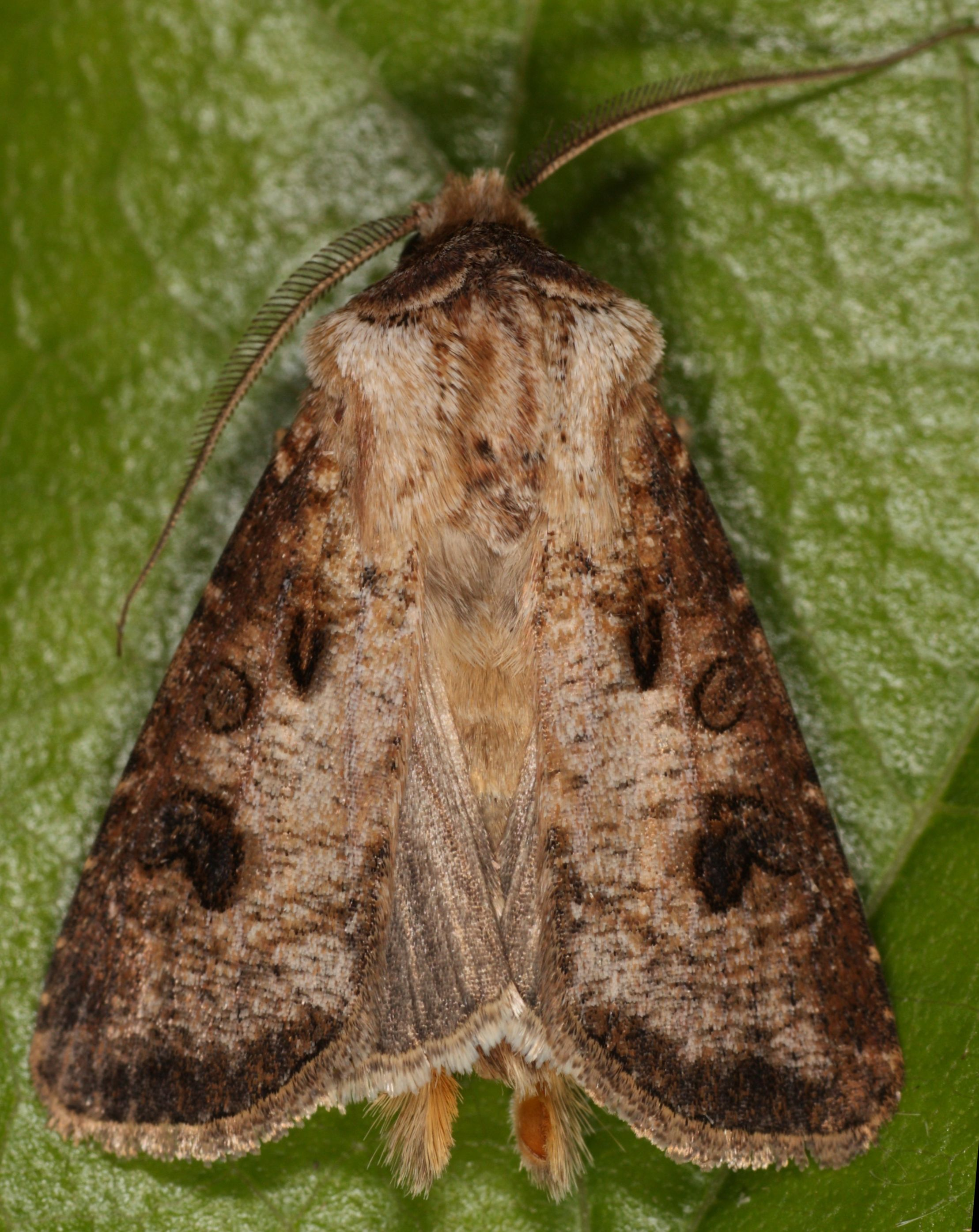
Râu và bộ phận sinh dục rõ ràng là con đực
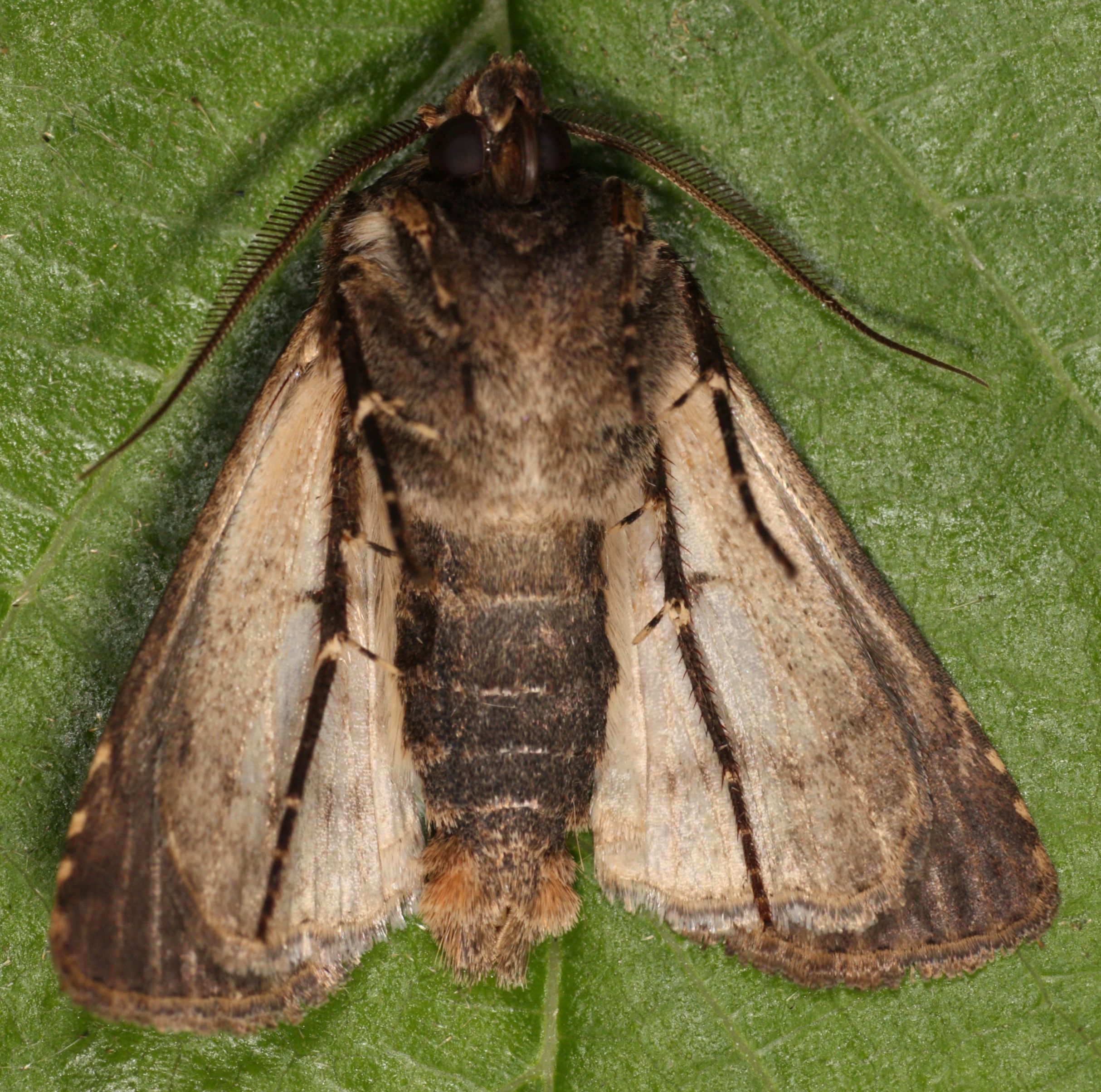
Mặt dưới
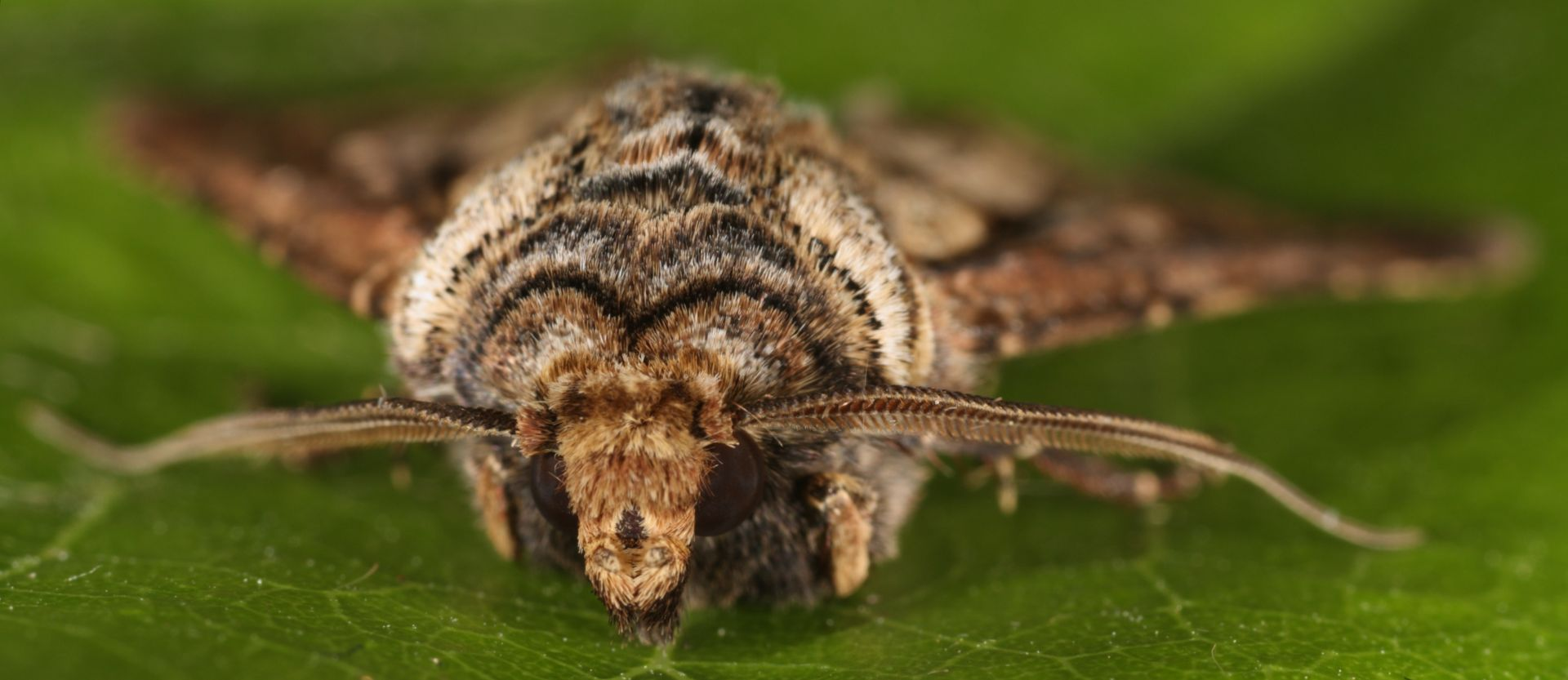
Các râu được phân nhánh kép (chữ "V" ở mỗi khớp)
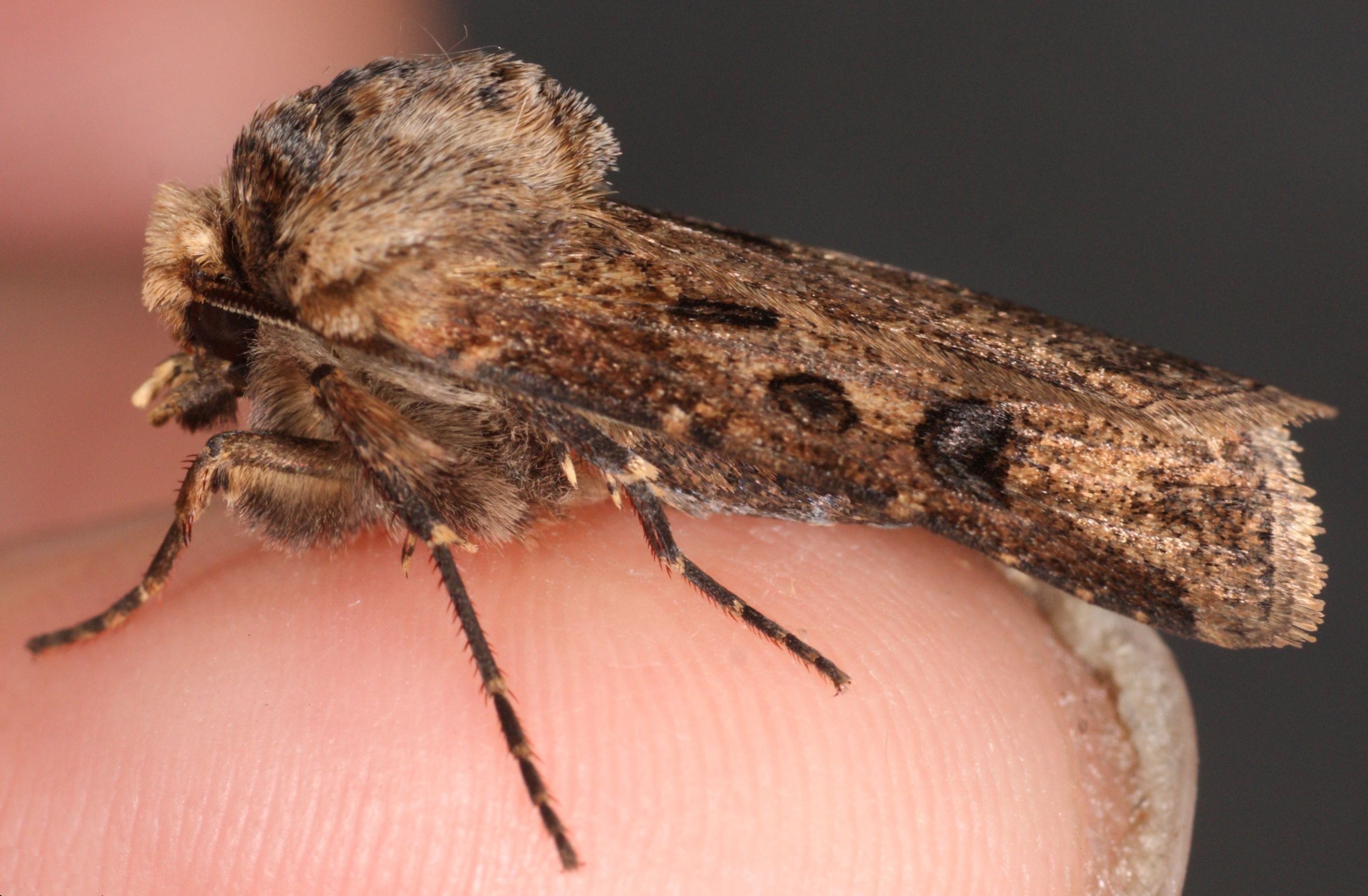
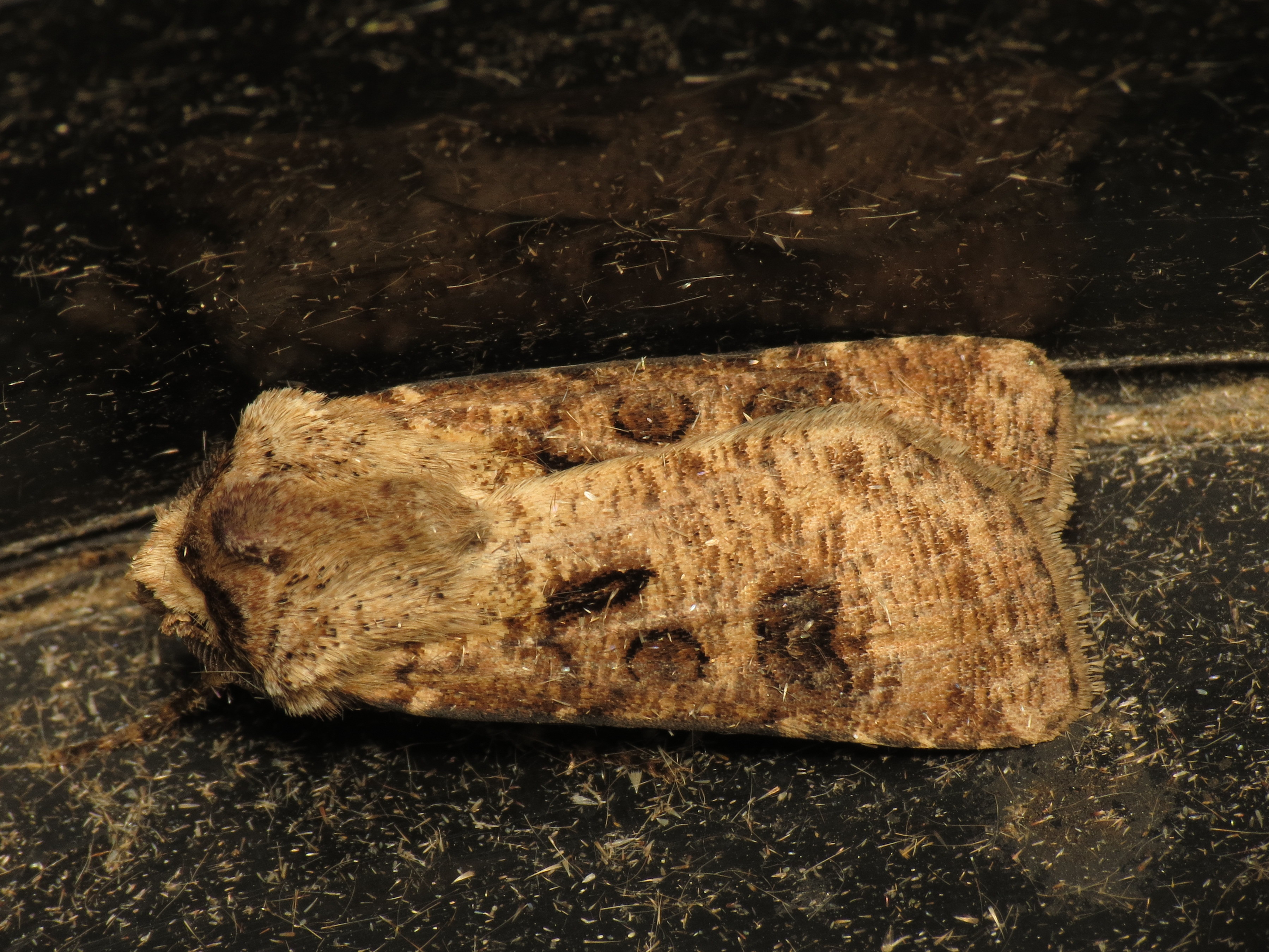
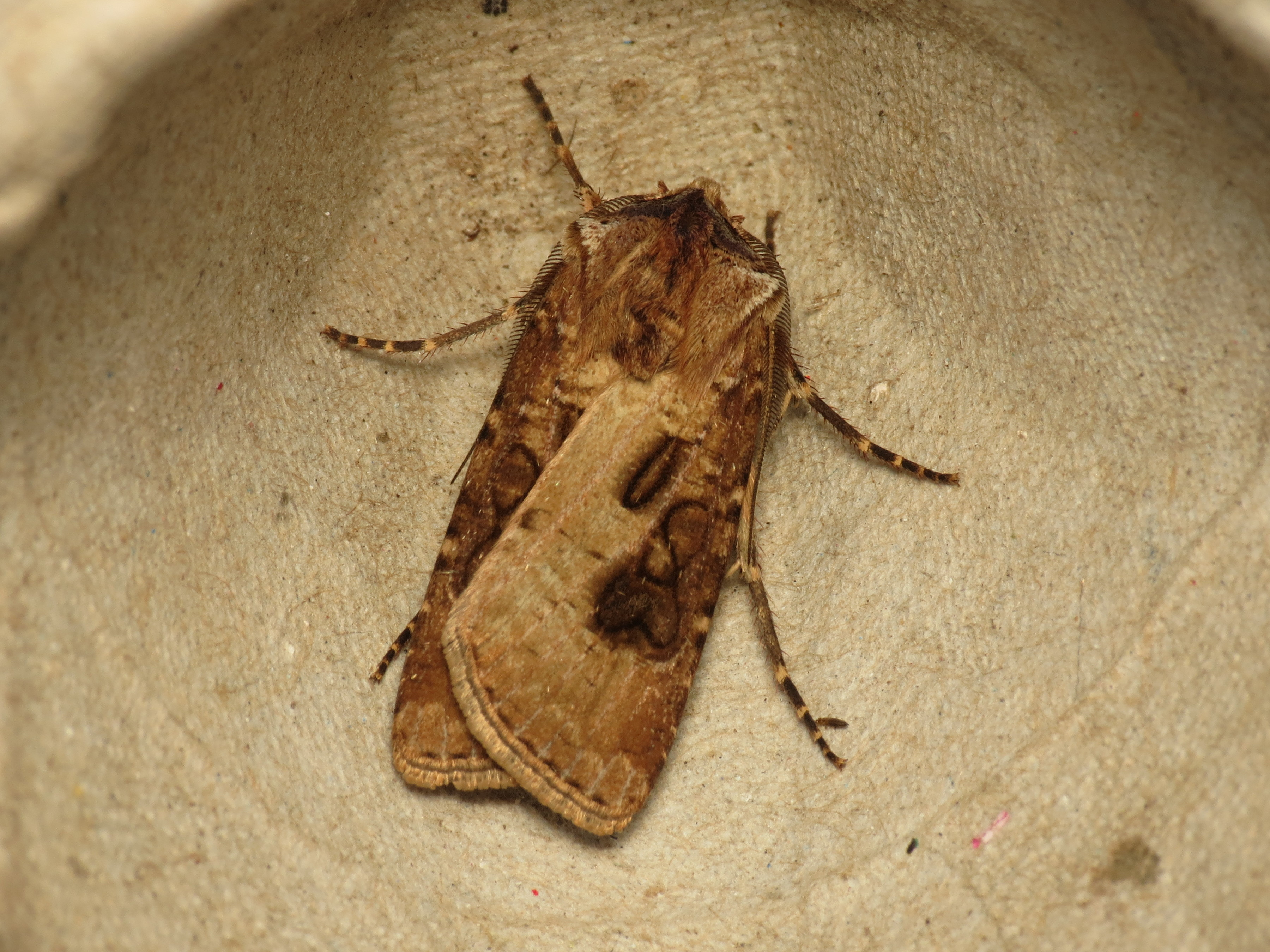